# Uzina Textilă Arad
Uzina Textilă Arad (UTA) a fost o companie producătoare de textile din Arad, România.

## Istoric
A fost înființată în anul 1909 de frații Adolf, Eduard și Daniel Neumann, de origine evreiască, sub numele ITA (Industria Textilă Arădeană).
A fost naționalizată de autoritățile comuniste în iunie 1948.
ITA era una dintre cele mai moderne și mai mari din țară, fiind întreprinderea care a produs în premieră mătase.
Alfred, fiul lui Adolf, a adus meșteri țesători din zona de tradiție a Sileziei cehe, pe care i-au împământenit la Arad.
Până prin anii 1960-1970, urmașii acestora au întreținut și reparat războaiele de țesut, de cele mai diverse tipuri.
Francisc Neumann a construit la Arad fabrica și în imediata ei apropiere un cartier de locuințe pentru salariați, o grădiniță și un teren de fotbal.
În 1975, UTA încă mai folosea tehnologia introdusă de Francisc Neumann cu câteva decenii înainte.
În 1938, ITA obținuse un profit de peste 7 milioane de lei.
În acea vreme, leul românesc valora cât francul francez.
De-a lungul timpului, în Consiliul de Administrație al fabricii au intrat mai mulți cetățeni străini (englezi, elvețieni, olandezi), dar și VIP-uri autohtone.
Printre membrii Consiliului de Administrație de la ITA s-au numărat ministrul țărănist Virgil Madgearu și Constantin Argetoianu.
În anii comunismului, UTA era unica fabrică din România care producea catifea reiată și a doua, după București care avea linii de producție pentru prosoapele din frotir, iar materialele pentru lenjeriile de pat produse la Arad erau căutate în țările vecine.
În decembrie 1989, la UTA erau aproape 8.000 de angajați.
În anul 2012, pe locul fostei fabrici se aflau un cartier de blocuri și o zonă industrială.